# ISO 3166-2:AU
ISO 3166-2 données pour l'Australie
(depuis en:ISO 3166-2:AU)

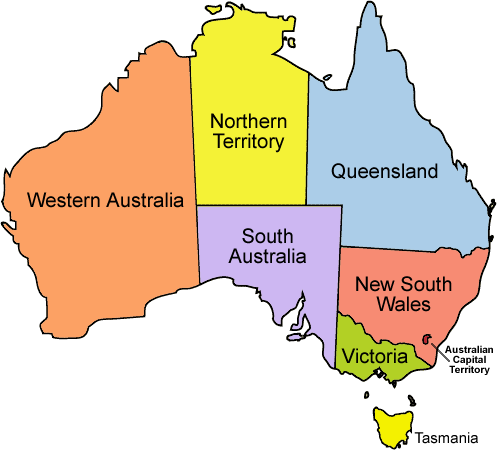
Carte affichant le contour de l'Australie avec chacun des états et territoires colorés et étiquetés, en utilisant Image:Australia locator-MJC.png mais

L'Australie utilisait deux codes séparés pour ISO 3166-2 et l'usage postal. Cette double codification a été supprimée, et maintenant le code ISO 3166-2 est en accord avec la codification postale. Les anciens codes ISO 3166-2 sont montrés à titre informatif uniquement mais ne seront plus maintenus.

## Mises à jour
| Date de m. à j. | Description de la modification                              |
| --------------- | ----------------------------------------------------------- |
| 2016-11-15      | Mise à jour de la Liste Source ; mise à jour du Code Source |
| 2015-11-27      | Mise à jour de la Liste Source                              |

## États (6)
| Code ISO 3166-2 | État              | État                       | Ancien code ISO 3166-2 |
| Code ISO 3166-2 | Nom anglais       | Nom français, non officiel | Ancien code ISO 3166-2 |
| --------------- | ----------------- | -------------------------- | ---------------------- |
| AU-NSW          | New South Wales   | Nouvelle-Galles du Sud     | AU-NS                  |
| AU-QLD          | Queensland        | Queensland                 | AU-QL                  |
| AU-SA           | South Australia   | Australie-Méridionale      | AU-SA                  |
| AU-TAS          | Tasmania          | Tasmanie                   | AU-TS                  |
| AU-VIC          | Victoria          | Victoria                   | AU-VI                  |
| AU-WA           | Western Australia | Australie-Occidentale      |                        |

## Territoires intérieurs (2)
| Code ISO 3166-2 | Territoire                   | Territoire                             | Ancien code ISO 3166-2 |
| Code ISO 3166-2 | Nom anglais                  | Nom français, non officiel             | Ancien code ISO 3166-2 |
| --------------- | ---------------------------- | -------------------------------------- | ---------------------- |
| AU-ACT          | Australian Capital Territory | Territoire de la capitale australienne | AU-CT                  |
| AU-NT           | Northern Territory           | Territoire du Nord                     |                        |
| AU-JBT*         | Jervis Bay Territory         | Territoire de la baie de Jervis        | AU-JT                  |

* Ce code n'apparaît plus dans la liste officielle de l'ISO 3166-2

## Territoires extérieurs (4+1)
L'Australie compte six territoires en dehors de l'île d'Australie, qualifiés d'« extérieurs » dont quatre possèdent leurs propres codes mais sans subdivision auquel on peut ajouter Norfolk  comme territoire associé autonome:
| Code ISO 3166-2 | Territoire                        |
| --------------- | --------------------------------- |
| ISO 3166-1:CX   | Île Christmas                     |
| ISO 3166-1:CC   | Îles Cocos                        |
|                 | Îles Ashmore-et-Cartier           |
|                 | Îles de la Mer de Corail          |
| ISO 3166-1:HM   | Îles Heard-et-MacDonald           |
| ISO 3166-1:AQ*  | Territoire antarctique australien |
| ISO 3166-1:NF   | Île Norfolk                       |

* AQ désigne plus généralement l'Antarctique

## Source
- ISO 3166:AU - Plateforme de consultation en ligne (OBP)